# Albertus Seba
Pour les articles homonymes, voir Albertus, Seba et Séba.
Albertus Seba (12 mai 1665, Etzel (Friedeburg) (de), Allemagne - 2 mai 1736, Amsterdam) est un zoologiste et un pharmacien hollandais, célèbre pour son cabinet de curiosités.

## Biographie
Jeune, il voyage beaucoup aux Pays-Bas et en Allemagne pour apprendre la pharmacie. En 1696, il s'installe définitivement à Amsterdam. Les revenus de sa pharmacie lui procurent une solide fortune, qu'il consacre à l'histoire naturelle. La situation de la ville, son port et son activité commerciale lui permettent d'obtenir facilement des spécimens en provenance du nouveau monde et de contrées lointaines. Il vend sa première collection au tsar Pierre Ier le Grand en 1717 (elle constituera l'embryon du futur muséum de Saint-Pétersbourg) et en commence une nouvelle immédiatement.
Il s'intéresse aux mammifères, aux oiseaux, aux mollusques, aux insectes et aux serpents, son sujet favori. 
En 1731, il fait réaliser une illustration de chaque spécimen de sa collection pour publier le catalogue de son cabinet, le Locupletissimi Rerum Naturalium Thesaurus, qu'il considère comme le plus beau du monde. Ce catalogue est constitué de 446 planches de grande taille, 175 sont des doubles pages, le tout divisé en quatre parties. Ces illustrations utilisent la technique dite en miroir (le dessin est mis à l'envers sur la surface à graver, puis on réalise une sorte de décalquage à l'aide d'une pointe). Ce procédé est rapide mais a le défaut d'inverser le sens de rotation des coquillages de forme spirale.
La première parution est en noir et blanc et cela complique la détermination des espèces figurées. Les planches de certaines des éditions postérieures sont coloriées à la main.
Le premier volume du Thesaurus paraît en 1734 et le deuxième en 1735. Les deux volumes suivants paraissent longtemps après la mort de Seba (1736), en 1758 et en 1765. Mais dès cette époque, le catalogue de Seba est critiqué par ses contemporains car son système de classement souffre de la comparaison avec celui de Carl von Linné dont la première version paraît en 1735, un an avant la mort de Seba. Linné est d'ailleurs invité à participer à la rédaction du catalogue de Seba mais il décline cette offre.
Le Thesaurus de Seba est une splendide publication, à la frontière entre l'art et la science. Les animaux sont figurés dans des poses artistiques et les coquillages forment des motifs décoratifs. Même si certaines illustrations sont très artificielles (comme celle de l'hydre), elles représentent un sommet dans l'art de l'illustration naturaliste. Elles seront souvent utilisées par d'autres auteurs après lui, notamment Linné. Le texte, archaïque, est très sommaire.
Le format du Thesaurus est énorme, il mesure 51 cm de haut et chaque volume pèse environ 9 kg. Du fait de la grande dimension des planches, les animaux sont souvent figurés à leur taille réelle.
Ses collections sont vendues en 1752 et dispersées à travers l'Europe. Ainsi, les reptiles se trouvent aujourd'hui dans les muséums de Berlin, Leyde, Saint-Pétersbourg, Londres et Paris, entre autres.

## Hommages
Le naturaliste allemand Johann Friedrich Gmelin (1748-1804) lui dédie en 1789, le Python de Seba (Python sebae) d'Afrique.

## Galerie

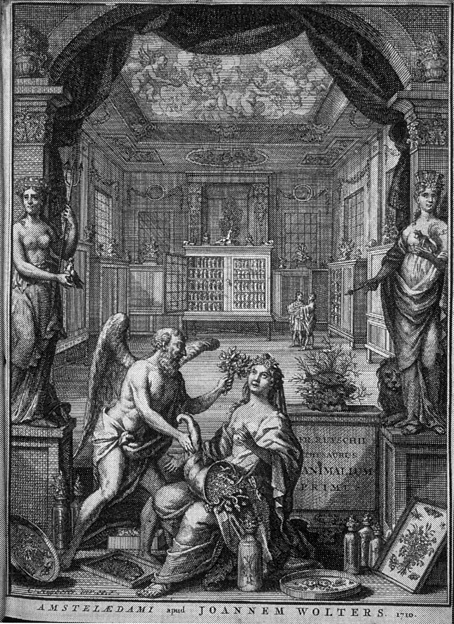
Frontispice du Thesaurus de Seba (1710).
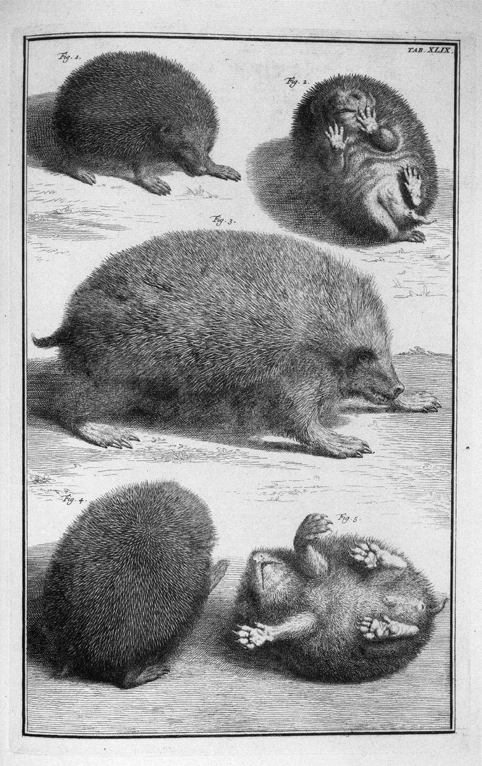
Planche du Thesaurus sur le hérisson.
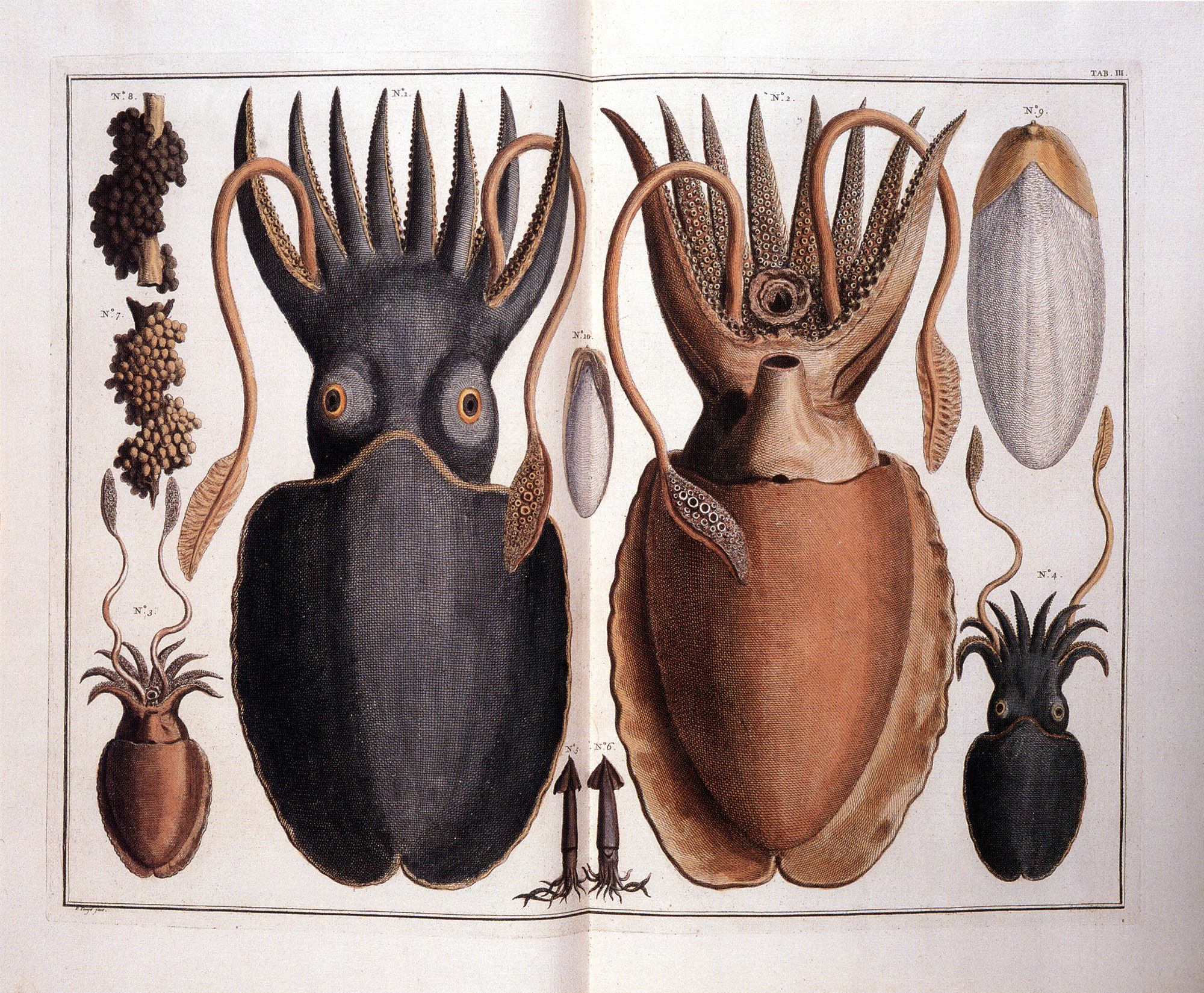
Planche du Thesaurus sur les mollusques.

## Œuvres
- Locupletissimi rerum naturalium thesauri accurata descriptio, et iconibus artificiosissimis expressio, per universam physices historiam : opus, cui, in hoc rerum genere, nullum par exstitit.., Amstelaedami : Apud J. Wetstenium, & Gul. Smith, & Janssonio-Waesbergios, 1734-1765, 4 vol. (lire en ligne)